# Senyoria de Craon
Craon fou una senyoria feudal del Regne de França a l'Anjou. Al segle ix fou el centre del poder de Lambert, fill de Lambert I de Nantes, que lluitava contra Carles el Calb aliat als bretons que s'hi va instal·lar el 847 i va conquerir Le Mans el 850, fins que fou mort pel comte de Maine Gausbert l'1 de maig de 852. Derrotat Carles el Calb pels bretons el 851, el tractat d'Angers va cedir el territori del Maine i Anjou fins al riu Mayenne (incloent per tant Craon) a Erispoe de Bretanya, fill de Nominoe. Salomó de Bretanya fou confirmat en la possessió de la zona el 883 pel tractat d'Entrammes; però a l'inici del segle X els bretons van perdre aquestos territoris. S'hi va construir una fortalesa que servia de vigilància enfront dels bretons; tenia 27 torres i 1600 metres de muralles i els seus senyors foren els principals d'Anjou i van tenir importància fins al segle xiv. La nissaga originada en Lambert fou deposada pel comte d'Anjou a la meitat del segle xi i donat a Robert el Borgonyó de Nevers que es va casar amb Berta, filla del senyor deposat.

## Llista de senyors
- Lambert II de Nantes 847-852
  - Garbier (fill) no consta el títol
  - Lissois I (germà) no consta el títol
  - Lissois II (fill) no consta el títol
- Andreu (fill)
  - Lissois III el Vell ?-1010 (fill) no consta el títol
- Suhard I vers 1010-1027 (fill)
- Guerí 1027- vers 1055 (fill)
  - Suhard II vers 1055-1065 (germà) no consta el títol
- Berta vers 1060 (fill de Guerí)
- Robert el Borgonyó de Nevers, ?-1098 (marit, fill de Renald I de Nevers, mort a Palestina)
- Renald de Nevers vers 10098-1101 (fill de Robert el Borgonyó de Nevers i de Berta)

casat amb Domícia de Vitré
- Maurici I 1101-1120 (fill)

casat amb Tifània de Chantoce
- Hug 1120-1140 (fill)

casat (1124) amb Agnès de Laval
casat en segones noces amb Marquesa
- Gueri 1140-1150 (fill del primer matrimoni, per haver premort el seu germà Renald vers el 1129)
- Maurici II 1150-1196 (germa, fill del segon matrimoni d'Hug)

casat amb Isabel de Meulan (+1220)
- Maurici III 1196-1207 (fill)
- Amauri I 1207-1226 (germà)

casat amb Joana des Roches
- Maurici IV 1226-1250

casat amb Joana de Rochefort
- Amauri II 1250-1269 (fill)

casat amb Iolanda de Dreux (no van tenir fills)
- Maurici V 1269-1282 (germà)

casat amb Isabel de Lusignan senyora de Beauvoir-sur-Mer i de Marcillac.
- Maurici VI 1282-1293 (fill)

casat amb Matilde Berthout de Malines
- Amauri III 1293-1332 (fill)

casat amb Isabel de Sainte-Maure
casat en segones noces amb Beatriu de Roucy-Pierrepont
- - Maurici VII (+1330) (fill)

casat amb Margarita de Mello
- Amauri IV 1332-1373 (fill)

casat amb Peronella de Thouars
- Isabel 1373-1304 (germana)

casada en primeres noces amb Guiu de Laval (+1398)
casada en segones noces amb Lluís, senyor de Sully (+ 1382)
casada en segones noces amb Robert Bertran de Bricquebec vescomte de Fauguernon
- A la casa de Sully